# Langdysse in der Klelund-Plantage
Der Langdysse in der Klelund-Plantage auch Jyndovn genannt, liegt nordwestlich von Lindknud, bei Vejen in der Region Syddanmark in Jütland in Dänemark. Es ist eine zwischen 3500 und 2800 v. Chr. entstandene Megalithanlage der Trichterbecherkultur (TBK), die zu den größeren in Südjütland gehört. 
Das Hünenbett des Langdysse ist etwa zwei Meter hoch, 74 Meter lang und acht Meter breit. Von den Randsteinen sind 78 erhalten. In der Mitte des Hünenbettes liegt die Kammer eines Dolmens, bestehend aus zwei aufrechten Steinen an jeder Längsseite und je einem an den kurzen Seiten. Ein schwerer Deckstein liegt auf. 

Langdysse Jyndovn in der Klelund-Plantag
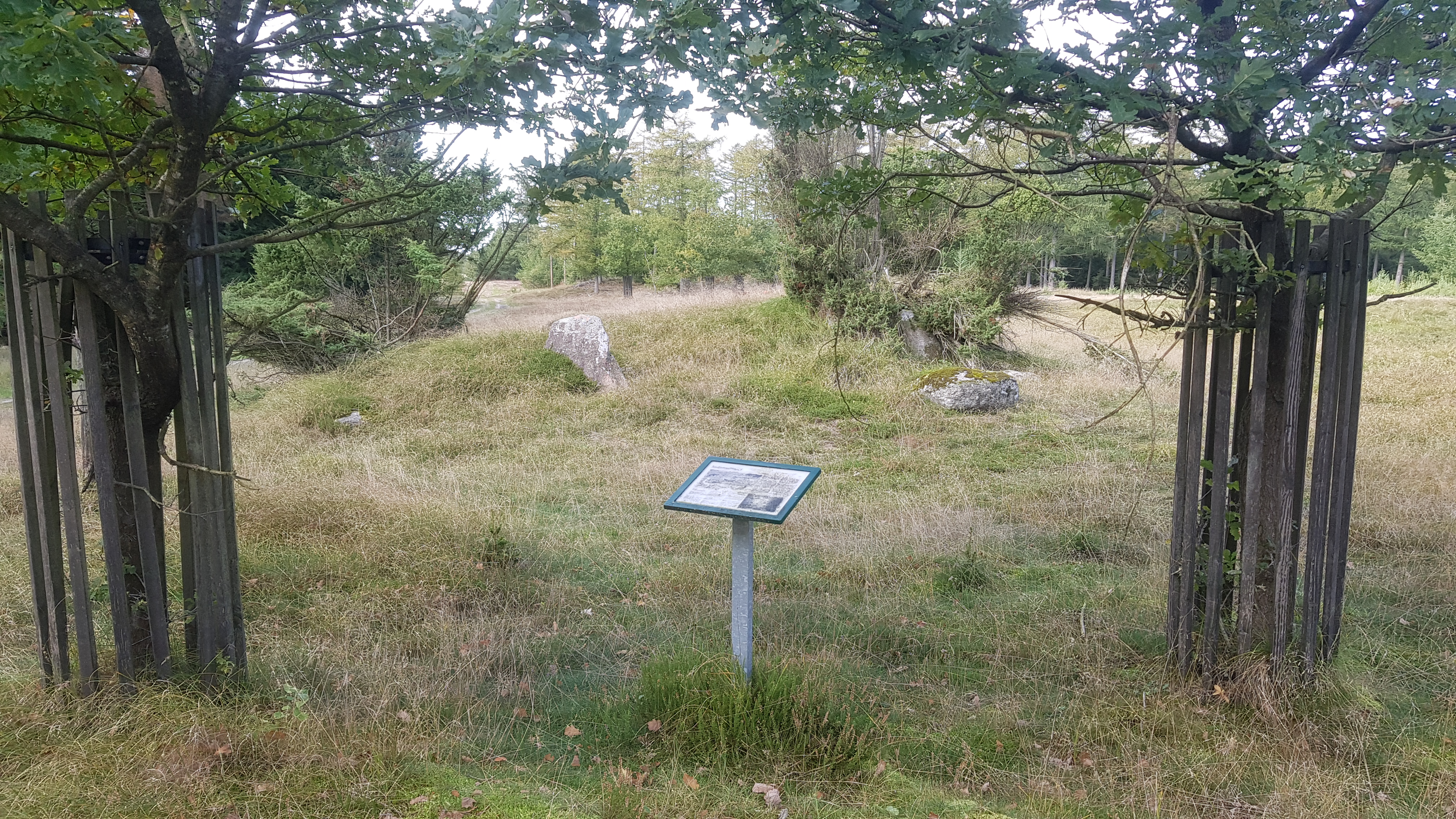
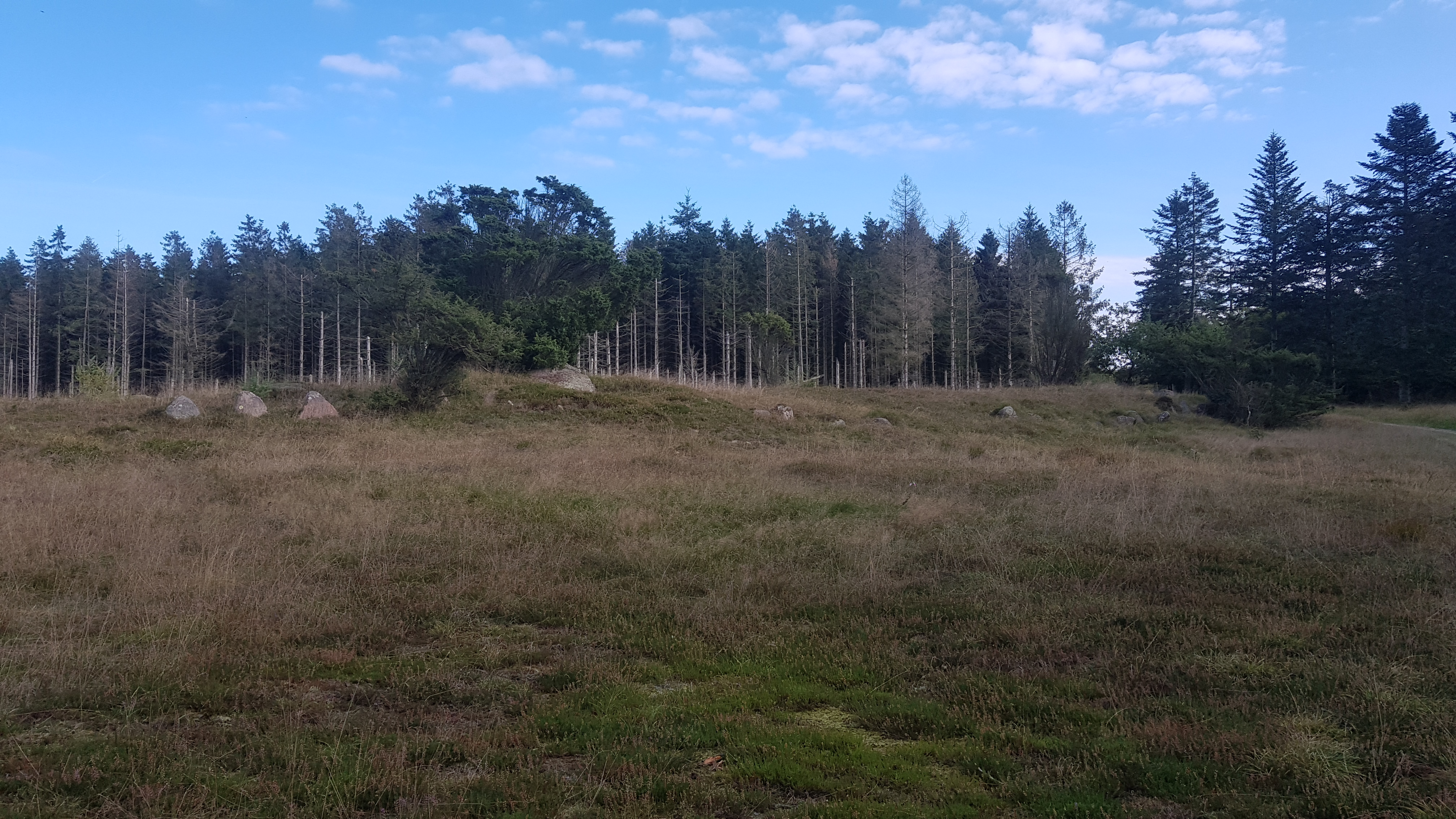
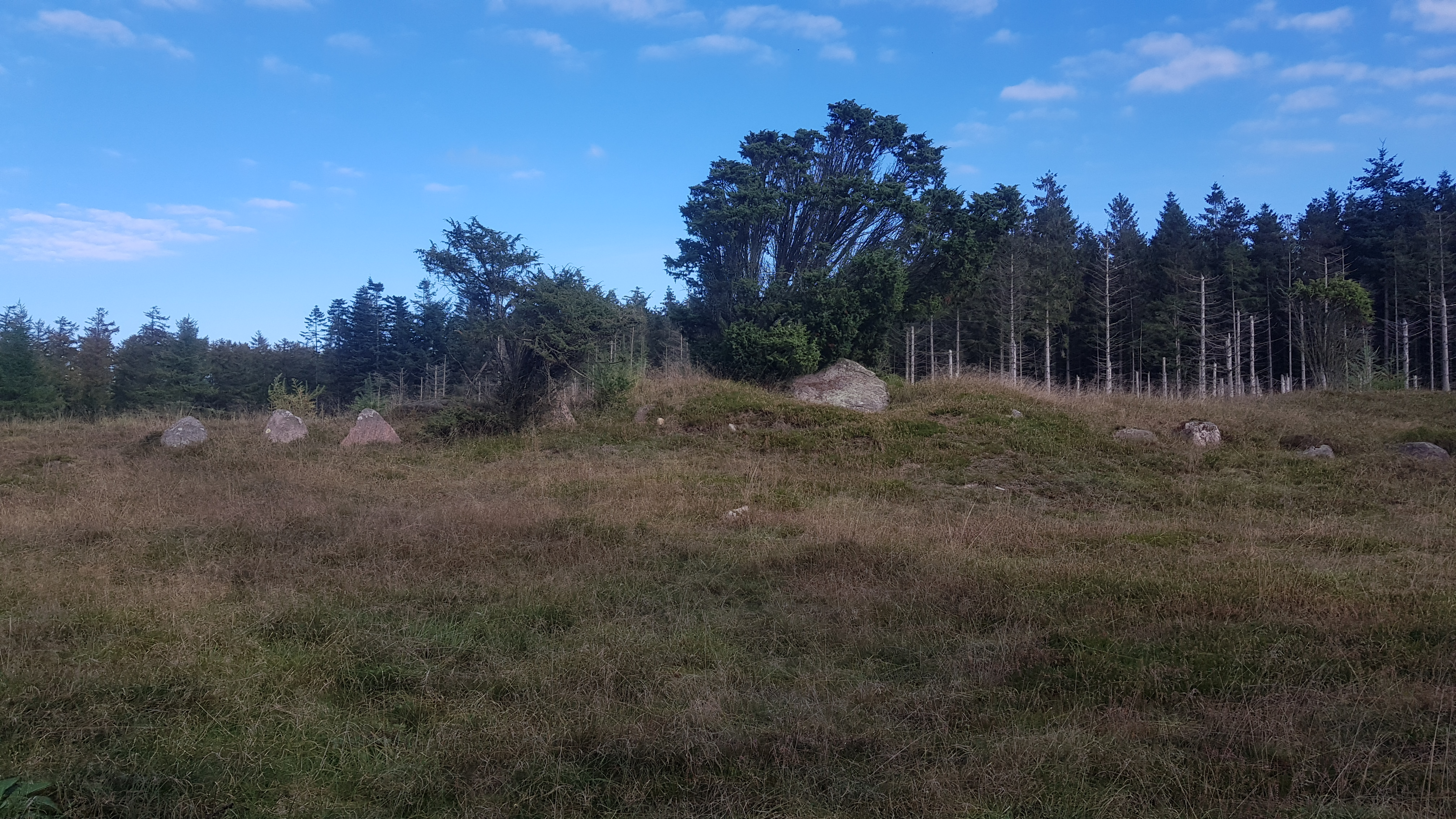
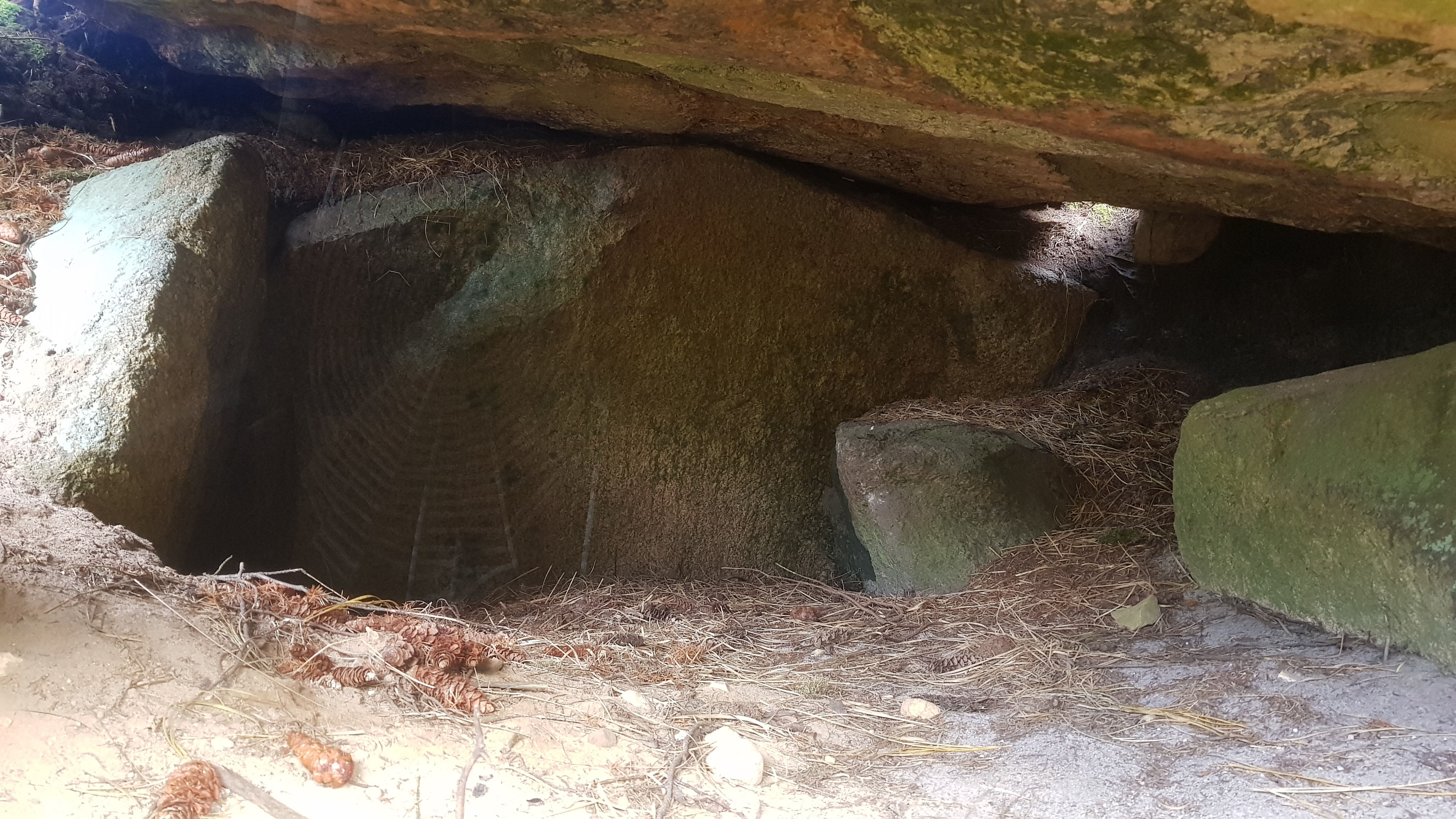

In der Nähe liegen das Ganggrab von Sønder Bøel, der Runddysse Thinghøj und der Store Jyndovn.